# Rockin' the trolls
Rockin' the trolls is een nummer van de Volendamse band BZN. De single werd in 1980 uitgebracht in Nederland, België, Duitsland, Frankrijk, Groot-Brittannië, Oostenrijk en Zimbabwe.
Rockin' the trolls is een rockachtig Engelstalig nummer. De tekst gaat over een Schotse zeeman die waarschuwt dat de trollen eens wraak zullen nemen op de mensheid. Voor de videoclip, die werd opgenomen in Schotland, kreeg BZN medewerking van een plaatselijke doedelzakband.
De single werd uitgebracht als opvolger van de nummer 1-hit Pearlydumm. In de Nederlandse Top 40 stond het nummer 9 weken genoteerd en behaalde het de vierde plaats. In AVRO's Toppop stond Rockin' the trolls op nummer 1.
In april 2007 nam Anny Schilder dit nummer opnieuw op met Jan Veerman naar aanleiding van het naderende afscheid van BZN.